# El Emboque
El Emboque es una localidad de la comuna de Chillán, en la Provincia de Diguillín, de la Región de Ñuble, Chile. Según el censo de 2002, la localidad tenía una población de 544 habitantes.